# 沉犀節孝坊
沉犀節孝坊位於四川省樂山市犍為縣，文物遺址年代判定為清代。2007年6月1日公佈為四川省第七批文物保護單位。